# Meyomessi
Meyomessi est une commune du Cameroun située dans la région du Sud et le département du Dja-et-Lobo.

## Population
Lors du recensement de 2005, la commune comptait 9 227 habitants.

## Structure administrative de la commune
La commune comprend les villages suivants :
- Akom-Ndong
- Azem
- Bikoula
- Elom
- Emvieng
- Essang Mvout
- Essong-Ndong
- Kongo
- Mbieleme
- Mbilemvom
- Medjounou
- Mekok
- Melan
- Melok
- Messok
- Meyos
- Mimbang
- Minkang I
- Minkang II
- Ndjele
- Oding
- Olounou